# Mohamed Dlimi
 (mai 2025).
Mohamed Dlimi, frère du général Ahmed Dlimi, né le 20 avril 1946 à Mechraâ Bel Ksiri et mort le 3 décembre 2015 à Kénitra (Maroc), il appartient à la tribu Oulad Delim, dans la région de Sidi Kacem. Il était Secrétaire général de la province de Kénitra jusqu’à la mort de son frère, le général Ahmed Dlimi, dans un accident de circulation mystérieux[non neutre], en 1983.

## Biographie

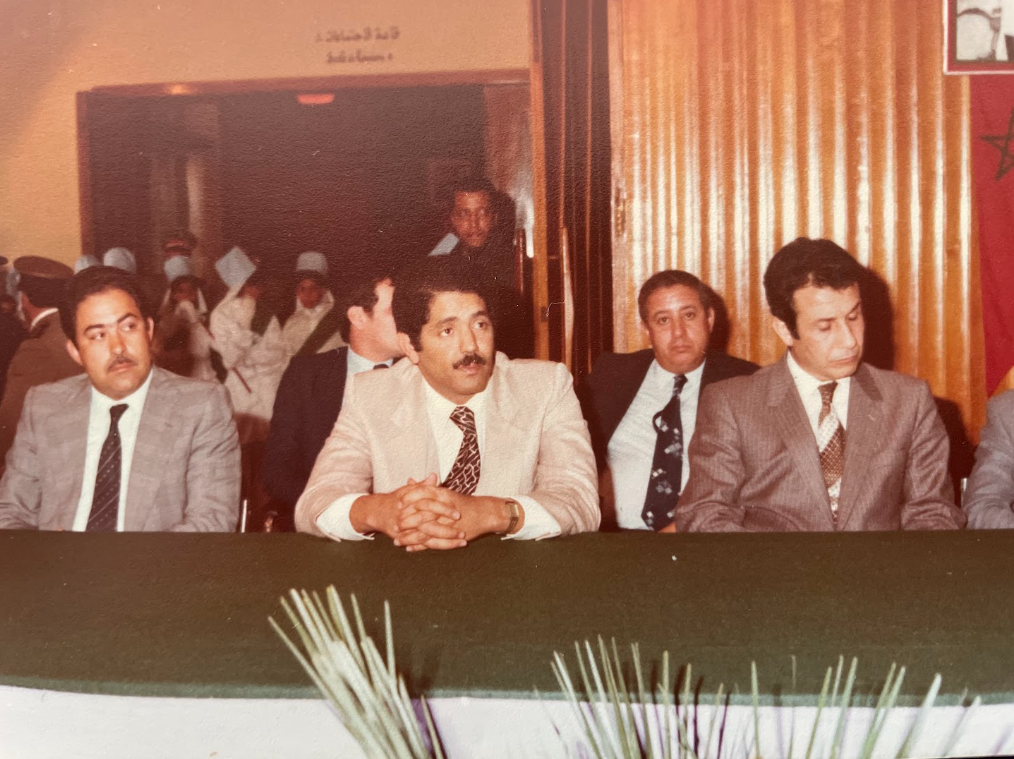
Mohamed Dlimi, fin des années 70.

Après des études primaires et secondaires à Rabat, puis Kénitra, il fait un bref passage par le Lycée militaire de cette ville, qu’il quitte pour l’Institution Foch à Casablanca, où il passe son Bac. Dès qu’il l’obtient, il va à l’École Xavier Bernard, à Ellouiziya, près de Mohammedia, où il passe un stage pour devenir technicien agricole. Après cela, il entre au Ministère de l'Intérieur, où il a d’abord rang de caïd, puis chef de cercle avant de devenir secrétaire général de la province de Kénitra.